# Giacomo Piccolomini
Giacomo Piccolomini (né le 31 juillet 1795 à Sienne et mort le 17 août 1861 à Sienne) est un cardinal italien du XIXe siècle.

## Biographie
Le pape Grégoire XVI le crée cardinal in pectore lors du consistoire du 22 juillet 1844. Sa création est publiée le 24 novembre 1845. Piccolomini participe au conclave de 1846, lors duquel Pie IX est élu pape.

## Source
- Fiche du cardinal sur le site de la FIU